# Mistrovství Evropy v házené žen 2016
12. mistrovství Evropy  v házené proběhlo ve dnech 4. – 18. prosince v Švédsku. Mistrovství se zúčastnilo 16 družstev, rozdělených do čtyř čtyřčlenných skupin. První tři týmy postoupily do dvou čtvrtfinálových skupin z nichž první dvě družstva hrála play off o medaile. Družstva na třetím místě hrála o páté místo. Mistrem Evropy se stalo družstvo Norska.

## Místo konání
| Stockholm             | Göteborg                      | Malmö                           | Kristianstad                       | Helsingborg                       |
| Hovet Kapacita: 8 094 | Scandinavium Kapacita: 12 312 | Malmö Isstadion Kapacita: 5 339 | Kristianstad Arena Kapacita: 4 700 | Helsingborg Arena Kapacita: 4 700 |
| Skupina A             | Skupina I Vyřazovací fáze     | Skupina C                       | Skupina B                          | Skupina D Skupina II              |
|                       |                               |                                 |                                    |                                   |

## Základní skupiny

### Skupina A
|    |           | Z | V | R | P | VB | OB | +/- | B |
| -- | --------- | - | - | - | - | -- | -- | --- | - |
| 1. | Srbsko    | 3 | 2 | 1 | 0 | 91 | 87 | +4  | 5 |
| 2. | Švédsko   | 3 | 1 | 1 | 1 | 78 | 74 | +4  | 3 |
| 3. | Španělsko | 3 | 1 | 0 | 2 | 72 | 68 | +4  | 2 |
| 4. | Slovinsko | 3 | 1 | 0 | 2 | 77 | 89 | -12 | 2 |

| 4. prosince 2016 15:15 | Srbsko          | 36–34   | Slovinsko | Hovet, Stockholm Počet diváků: 6,000 Rozhodčí: Arntsen, Røen (NOR) |
| 4. prosince 2016 15:15 | Radosavljević 8 | (17–16) | Mavsar 9  | Hovet, Stockholm Počet diváků: 6,000 Rozhodčí: Arntsen, Røen (NOR) |
| 4. prosince 2016 15:15 | 3× 2×           | Report  | 3× 2×     | Hovet, Stockholm Počet diváků: 6,000 Rozhodčí: Arntsen, Røen (NOR) |

| 4. prosince 2016 18:00 | Švédsko       | 25–19   | Španělsko | Hovet, Stockholm Počet diváků: 7,900 Rozhodčí: Jurinović, Mrvica (CRO) |
| 4. prosince 2016 18:00 | Alm, Hagman 5 | (14–10) | Martín 7  | Hovet, Stockholm Počet diváků: 7,900 Rozhodčí: Jurinović, Mrvica (CRO) |
| 4. prosince 2016 18:00 | 3× 2×         | Report  | 3× 4×     | Hovet, Stockholm Počet diváků: 7,900 Rozhodčí: Jurinović, Mrvica (CRO) |

| 6. prosince 2016 18:30 | Španělsko | 23–25  | Srbsko         | Hovet, Stockholm Počet diváků: 2,700 Rozhodčí: Christiansen, Hansen (DEN) |
| 6. prosince 2016 18:30 | Martín 6  | (8–11) | Krpež Slezak 6 | Hovet, Stockholm Počet diváků: 2,700 Rozhodčí: Christiansen, Hansen (DEN) |
| 6. prosince 2016 18:30 | 4×        | Report | 3× 2×          | Hovet, Stockholm Počet diváků: 2,700 Rozhodčí: Christiansen, Hansen (DEN) |

| 6. prosince 2016 20.45 | Slovinsko | 25–23   | Švédsko    | Hovet, Stockholm Počet diváků: 3,700 Rozhodčí: Florescu, Stoia (ROU) |
| 6. prosince 2016 20.45 | Mavsar 6  | (13–13) | Gulldén 10 | Hovet, Stockholm Počet diváků: 3,700 Rozhodčí: Florescu, Stoia (ROU) |
| 6. prosince 2016 20.45 | 3×        | Report  | 3× 2×      | Hovet, Stockholm Počet diváků: 3,700 Rozhodčí: Florescu, Stoia (ROU) |

| 8. prosince 2016 18:30 | Španělsko | 30–18  | Slovinsko | Hovet, Stockholm Počet diváků: 3,100 Rozhodčí: Horváth, Márton (HUN) |
| 8. prosince 2016 18:30 | Pena 6    | (14–5) | Mavsar 5  | Hovet, Stockholm Počet diváků: 3,100 Rozhodčí: Horváth, Márton (HUN) |
| 8. prosince 2016 18:30 | 4× 3×     | Report | 5× 3×     | Hovet, Stockholm Počet diváků: 3,100 Rozhodčí: Horváth, Márton (HUN) |

| 8. prosince 2016 20:45 | Švédsko | 30–30   | Srbsko          | Hovet, Stockholm Počet diváků: 5,200 Rozhodčí: Alpaidze, Berezkina (RUS) |
| 8. prosince 2016 20:45 | Sand 8  | (15–18) | three players 5 | Hovet, Stockholm Počet diváků: 5,200 Rozhodčí: Alpaidze, Berezkina (RUS) |
| 8. prosince 2016 20:45 | 5× 2×   | Report  | 4× 2×           | Hovet, Stockholm Počet diváků: 5,200 Rozhodčí: Alpaidze, Berezkina (RUS) |

### Skupina B
|    |            | Z | V | R | P | VB | OB | +/- | B |
| -- | ---------- | - | - | - | - | -- | -- | --- | - |
| 1. | Německo    | 3 | 2 | 0 | 1 | 73 | 71 | +2  | 4 |
| 2. | Francie    | 3 | 2 | 0 | 1 | 70 | 60 | +10 | 4 |
| 3. | Nizozemsko | 3 | 2 | 0 | 1 | 75 | 68 | +7  | 4 |
| 4. | Polsko     | 3 | 0 | 0 | 3 | 65 | 84 | -19 | 0 |

| 4. prosince 2016 18:30 | Nizozemsko       | 27–30   | Německo | Kristianstad Arena, Kristianstad Počet diváků: 2,026 Rozhodčí: Horváth, Márton (HUN) |
| 4. prosince 2016 18:30 | Abbingh, Groot 5 | (14–13) | Huber 7 | Kristianstad Arena, Kristianstad Počet diváků: 2,026 Rozhodčí: Horváth, Márton (HUN) |
| 4. prosince 2016 18:30 | 2× 3× 1×         | Report  | 4× 3×   | Kristianstad Arena, Kristianstad Počet diváků: 2,026 Rozhodčí: Horváth, Márton (HUN) |

| 4. prosince 2016 20:45 | Francie         | 31–22  | Polsko  | Kristianstad Arena, Kristianstad Počet diváků: 1,750 Rozhodčí: Christiansen, Hansen (DEN) |
| 4. prosince 2016 20:45 | three players 5 | (15–9) | Grzyb 6 | Kristianstad Arena, Kristianstad Počet diváků: 1,750 Rozhodčí: Christiansen, Hansen (DEN) |
| 4. prosince 2016 20:45 | 5× 3×           | Report | 3×      | Kristianstad Arena, Kristianstad Počet diváků: 1,750 Rozhodčí: Christiansen, Hansen (DEN) |

| 6. prosince 2016 18:30 | Polsko   | 21–30   | Nizozemsko      | Kristianstad Arena, Kristianstad Počet diváků: 2,105 Rozhodčí: Alpaidze, Berezkina (RUS) |
| 6. prosince 2016 18:30 | Wojtas 5 | (11–14) | Abbingh, Goos 5 | Kristianstad Arena, Kristianstad Počet diváků: 2,105 Rozhodčí: Alpaidze, Berezkina (RUS) |
| 6. prosince 2016 18:30 | 4× 2×    | Report  | 4× 3×           | Kristianstad Arena, Kristianstad Počet diváků: 2,105 Rozhodčí: Alpaidze, Berezkina (RUS) |

| 6. prosince 2016 20:45 | Německo | 20–22   | Francie     | Kristianstad Arena, Kristianstad Počet diváků: 1,805 Rozhodčí: Jurinović, Mrvica (CRO) |
| 6. prosince 2016 20:45 | Huber 6 | (11–11) | Nze Minko 5 | Kristianstad Arena, Kristianstad Počet diváků: 1,805 Rozhodčí: Jurinović, Mrvica (CRO) |
| 6. prosince 2016 20:45 | 2× 4×   | Report  | 2×          | Kristianstad Arena, Kristianstad Počet diváků: 1,805 Rozhodčí: Jurinović, Mrvica (CRO) |

| 8. prosince 2016 18:30 | Německo | 23–22   | Polsko   | Kristianstad Arena, Kristianstad Počet diváků: 1,875 Rozhodčí: Florescu, Stoia (ROU) |
| 8. prosince 2016 18:30 | Huber 7 | (12–10) | Achruk 7 | Kristianstad Arena, Kristianstad Počet diváků: 1,875 Rozhodčí: Florescu, Stoia (ROU) |
| 8. prosince 2016 18:30 | 3× 2×   | Report  | 1× 3×    | Kristianstad Arena, Kristianstad Počet diváků: 1,875 Rozhodčí: Florescu, Stoia (ROU) |

| 8. prosince 2016 20:45 | Nizozemsko | 18–17  | Francie     | Kristianstad Arena, Kristianstad Počet diváků: 1,730 Rozhodčí: Arntsen, Røen (NOR) |
| 8. prosince 2016 20:45 | Visser 5   | (7–12) | Nze Minko 5 | Kristianstad Arena, Kristianstad Počet diváků: 1,730 Rozhodčí: Arntsen, Røen (NOR) |
| 8. prosince 2016 20:45 | 2× 1×      | Report | 3×          | Kristianstad Arena, Kristianstad Počet diváků: 1,730 Rozhodčí: Arntsen, Røen (NOR) |

### Skupina C
|    |            | Z | V | R | P | VB | OB | +/- | B |
| -- | ---------- | - | - | - | - | -- | -- | --- | - |
| 1. | Dánsko     | 3 | 3 | 0 | 0 | 78 | 69 | +9  | 6 |
| 2. | Česko      | 3 | 1 | 0 | 2 | 83 | 83 | 0   | 2 |
| 3. | Maďarsko   | 3 | 1 | 0 | 2 | 62 | 64 | -2  | 2 |
| 4. | Černá Hora | 3 | 1 | 0 | 2 | 63 | 70 | -7  | 2 |

| 5. prosince 2016 18:30 | Maďarsko | 22–27   | Česko           | Malmö Isstadion, Malmö Počet diváků: 753 Rozhodčí: Kijauskaite, Žaliene (LTU) |
| 5. prosince 2016 18:30 | Kovács 7 | (10–13) | Hrbková, Malá 5 | Malmö Isstadion, Malmö Počet diváků: 753 Rozhodčí: Kijauskaite, Žaliene (LTU) |
| 5. prosince 2016 18:30 | 5× 2×    | Report  | 3×              | Malmö Isstadion, Malmö Počet diváků: 753 Rozhodčí: Kijauskaite, Žaliene (LTU) |

| 5. prosince 2016 20:45 | Černá Hora | 21–22   | Dánsko      | Malmö Isstadion, Malmö Počet diváků: 1,674 Rozhodčí: Brunovský, Čanda (SVK) |
| 5. prosince 2016 20:45 | Knežević 7 | (11–14) | Jørgensen 9 | Malmö Isstadion, Malmö Počet diváků: 1,674 Rozhodčí: Brunovský, Čanda (SVK) |
| 5. prosince 2016 20:45 | 3× 2×      | Report  | 2× 3×       | Malmö Isstadion, Malmö Počet diváků: 1,674 Rozhodčí: Brunovský, Čanda (SVK) |

| 7. prosince 2016 18:30 | Česko     | 27–28   | Černá Hora             | Malmö Isstadion, Malmö Počet diváků: 654 Rozhodčí: Kurtagic, Wetterwik (SWE) |
| 7. prosince 2016 18:30 | Hrbková 6 | (12–13) | Jauković, Mehmedović 7 | Malmö Isstadion, Malmö Počet diváků: 654 Rozhodčí: Kurtagic, Wetterwik (SWE) |
| 7. prosince 2016 18:30 | 3×        | Report  | 7× 3×                  | Malmö Isstadion, Malmö Počet diváků: 654 Rozhodčí: Kurtagic, Wetterwik (SWE) |

| 7. prosince 2016 20:45 | Dánsko      | 23–19   | Maďarsko     | Malmö Isstadion, Malmö Počet diváků: 1,946 Rozhodčí: Brehmer, Skowronek (POL) |
| 7. prosince 2016 20:45 | Jørgensen 5 | (12–10) | Görbiczová 6 | Malmö Isstadion, Malmö Počet diváků: 1,946 Rozhodčí: Brehmer, Skowronek (POL) |
| 7. prosince 2016 20:45 | 5× 3×       | Report  | 3× 4×        | Malmö Isstadion, Malmö Počet diváků: 1,946 Rozhodčí: Brehmer, Skowronek (POL) |

| 9. prosince 2016 18:30 | Černá Hora     | 14–21  | Maďarsko     | Malmö Isstadion, Malmö Počet diváků: 1,279 Rozhodčí: Marín, García (ESP) |
| 9. prosince 2016 18:30 | four players 2 | (6–11) | Görbiczová 5 | Malmö Isstadion, Malmö Počet diváků: 1,279 Rozhodčí: Marín, García (ESP) |
| 9. prosince 2016 18:30 | 2× 3×          | Report | 2× 3×        | Malmö Isstadion, Malmö Počet diváků: 1,279 Rozhodčí: Marín, García (ESP) |

| 9. prosince 2016 20:45 | Dánsko      | 33–29   | Česko     | Malmö Isstadion, Malmö Počet diváků: 3,124 Rozhodčí: Antić, Jakovljević (SRB) |
| 9. prosince 2016 20:45 | Jørgensen 9 | (13–17) | Růčková 7 | Malmö Isstadion, Malmö Počet diváků: 3,124 Rozhodčí: Antić, Jakovljević (SRB) |
| 9. prosince 2016 20:45 | 7× 3×       | Report  | 5× 4×     | Malmö Isstadion, Malmö Počet diváků: 3,124 Rozhodčí: Antić, Jakovljević (SRB) |

### Skupina D
|    |            | Z | V | R | P | VB | OB | +/- | B |
| -- | ---------- | - | - | - | - | -- | -- | --- | - |
| 1. | Norsko     | 3 | 3 | 0 | 0 | 80 | 58 | +22 | 6 |
| 2. | Rumunsko   | 3 | 2 | 0 | 1 | 74 | 66 | +8  | 4 |
| 3. | Rusko      | 3 | 1 | 0 | 2 | 70 | 71 | -1  | 2 |
| 4. | Chorvatsko | 3 | 0 | 0 | 3 | 68 | 97 | -29 | 0 |

| 5. prosince 2016 18:30 | Rusko                        | 32–26   | Chorvatsko | Helsingborg Arena, Helsingborg Počet diváků: 2,571 Rozhodčí: Marín, García (ESP) |
| 5. prosince 2016 18:30 | Bobrovnikova, Zhilinskayte 6 | (16–13) | Penezić 8  | Helsingborg Arena, Helsingborg Počet diváků: 2,571 Rozhodčí: Marín, García (ESP) |
| 5. prosince 2016 18:30 | 6× 2×                        | Report  | 9× 4×      | Helsingborg Arena, Helsingborg Počet diváků: 2,571 Rozhodčí: Marín, García (ESP) |

| 5. prosince 2016 20:45 | Norsko | 23–21   | Rumunsko | Helsingborg Arena, Helsingborg Počet diváků: 1,278 Rozhodčí: Brehmer, Skowronek (POL) |
| 5. prosince 2016 20:45 | Mørk 7 | (13–11) | Neagu 6  | Helsingborg Arena, Helsingborg Počet diváků: 1,278 Rozhodčí: Brehmer, Skowronek (POL) |
| 5. prosince 2016 20:45 | 6× 3×  | Report  | 4× 3×    | Helsingborg Arena, Helsingborg Počet diváků: 1,278 Rozhodčí: Brehmer, Skowronek (POL) |

| 7. prosince 2016 18:30 | Rumunsko          | 22–17  | Rusko      | Helsingborg Arena, Helsingborg Počet diváků: 1,279 Rozhodčí: Antić, Jakovljević (SRB) |
| 7. prosince 2016 18:30 | Buceschi, Neagu 7 | (11–9) | Postnova 4 | Helsingborg Arena, Helsingborg Počet diváků: 1,279 Rozhodčí: Antić, Jakovljević (SRB) |
| 7. prosince 2016 18:30 | 4× 3×             | Report | 2×         | Helsingborg Arena, Helsingborg Počet diváků: 1,279 Rozhodčí: Antić, Jakovljević (SRB) |

| 7. prosince 2016 20:45 | Chorvatsko | 16–34  | Norsko     | Helsingborg Arena, Helsingborg Počet diváků: 1,375 Rozhodčí: Kijauskaite, Žaliene (LTU) |
| 7. prosince 2016 20:45 | Penezić 4  | (9–15) | Frafjord 6 | Helsingborg Arena, Helsingborg Počet diváků: 1,375 Rozhodčí: Kijauskaite, Žaliene (LTU) |
| 7. prosince 2016 20:45 | 6× 2× 1×   | Report | 5× 3×      | Helsingborg Arena, Helsingborg Počet diváků: 1,375 Rozhodčí: Kijauskaite, Žaliene (LTU) |

| 9. prosince 2016 18:30 | Rumunsko | 31–26   | Chorvatsko | Helsingborg Arena, Helsingborg Počet diváků: 2,435 Rozhodčí: Kurtagic, Wetterwik (SWE) |
| 9. prosince 2016 18:30 | Neagu 10 | (15–13) | Penezić 8  | Helsingborg Arena, Helsingborg Počet diváků: 2,435 Rozhodčí: Kurtagic, Wetterwik (SWE) |
| 9. prosince 2016 18:30 | 7× 4×    | Report  | 5× 2×      | Helsingborg Arena, Helsingborg Počet diváků: 2,435 Rozhodčí: Kurtagic, Wetterwik (SWE) |

| 9. prosince 2016 20:45 | Norsko              | 23–21   | Rusko           | Helsingborg Arena, Helsingborg Počet diváků: 2,493 Rozhodčí: Brunovský, Čanda (SVK) |
| 9. prosince 2016 20:45 | Kristiansen, Mørk 5 | (11–11) | three players 3 | Helsingborg Arena, Helsingborg Počet diváků: 2,493 Rozhodčí: Brunovský, Čanda (SVK) |
| 9. prosince 2016 20:45 | 3× 2×               | Report  | 3× 2×           | Helsingborg Arena, Helsingborg Počet diváků: 2,493 Rozhodčí: Brunovský, Čanda (SVK) |

## Čtvrtfinálové skupiny

### Skupina 1
|    |            | Z | V | R | P | VB  | OB  | +/- | B |
| -- | ---------- | - | - | - | - | --- | --- | --- | - |
| 1. | Nizozemsko | 5 | 4 | 0 | 1 | 142 | 128 | +14 | 8 |
| 2. | Francie    | 5 | 4 | 0 | 1 | 111 | 100 | +11 | 8 |
| 3. | Německo    | 5 | 3 | 1 | 1 | 124 | 110 | +14 | 7 |
| 4. | Švédsko    | 5 | 1 | 1 | 3 | 126 | 131 | -5  | 3 |
| 5. | Srbsko     | 5 | 1 | 1 | 3 | 122 | 142 | -20 | 3 |
| 6. | Španělsko  | 5 | 0 | 1 | 4 | 108 | 122 | -14 | 1 |

| 10. prosince 2016 16:15 | Srbsko      | 19–26   | Německo           | Scandinavium, Göteborg Počet diváků: 4,212 Rozhodčí: Horváth, Márton (HUN) |
| 10. prosince 2016 16:15 | Georgijev 7 | (10–14) | Huber, Hubinger 4 | Scandinavium, Göteborg Počet diváků: 4,212 Rozhodčí: Horváth, Márton (HUN) |
| 10. prosince 2016 16:15 | 6× 3×       | Report  | 9× 2×             | Scandinavium, Göteborg Počet diváků: 4,212 Rozhodčí: Horváth, Márton (HUN) |

| 10. prosince 2016 18:30 | Švédsko   | 30–33   | Nizozemsko | Scandinavium, Göteborg Počet diváků: 6,102 Rozhodčí: Jurinović, Mrvica (CRO) |
| 10. prosince 2016 18:30 | Gulldén 8 | (13–14) | Groot 7    | Scandinavium, Göteborg Počet diváků: 6,102 Rozhodčí: Jurinović, Mrvica (CRO) |
| 10. prosince 2016 18:30 | 4× 2×     | Report  | 6× 3× 1×   | Scandinavium, Göteborg Počet diváků: 6,102 Rozhodčí: Jurinović, Mrvica (CRO) |

| 10. prosince 2016 20:45 | Španělsko | 22–23   | Francie  | Scandinavium, Göteborg Počet diváků: 3,702 Rozhodčí: Christiansen, Hansen (DEN) |
| 10. prosince 2016 20:45 | Pena 5    | (14–10) | Pineau 9 | Scandinavium, Göteborg Počet diváků: 3,702 Rozhodčí: Christiansen, Hansen (DEN) |
| 10. prosince 2016 20:45 | 6× 4×     | Report  | 2×       | Scandinavium, Göteborg Počet diváků: 3,702 Rozhodčí: Christiansen, Hansen (DEN) |

| 12. prosince 2016 16:15 | Španělsko | 20–20  | Německo    | Scandinavium, Göteborg Počet diváků: 1,697 Rozhodčí: Arntsen, Røen (NOR) |
| 12. prosince 2016 16:15 | Pena 7    | (12–9) | Hubinger 5 | Scandinavium, Göteborg Počet diváků: 1,697 Rozhodčí: Arntsen, Røen (NOR) |
| 12. prosince 2016 16:15 | 2× 3×     | Report | 3× 4×      | Scandinavium, Göteborg Počet diváků: 1,697 Rozhodčí: Arntsen, Røen (NOR) |

| 12. prosince 2016 18:30 | Srbsko        | 27–35   | Nizozemsko       | Scandinavium, Göteborg Počet diváků: 3,663 Rozhodčí: Florescu, Stoia (ROU) |
| 12. prosince 2016 18:30 | Stoiljković 8 | (12–17) | Abbingh, Broch 6 | Scandinavium, Göteborg Počet diváků: 3,663 Rozhodčí: Florescu, Stoia (ROU) |
| 12. prosince 2016 18:30 | 2× 3×         | Report  | 4× 2×            | Scandinavium, Göteborg Počet diváků: 3,663 Rozhodčí: Florescu, Stoia (ROU) |

| 12. prosince 2016 20:45 | Švédsko   | 19–21   | Francie     | Scandinavium, Göteborg Počet diváků: 5,279 Rozhodčí: Alpaidze, Berezkina (RUS) |
| 12. prosince 2016 20:45 | Roberts 5 | (10–12) | Nze Minko 6 | Scandinavium, Göteborg Počet diváků: 5,279 Rozhodčí: Alpaidze, Berezkina (RUS) |
| 12. prosince 2016 20:45 | 2× 3×     | Report  | 4× 2× 1×    | Scandinavium, Göteborg Počet diváků: 5,279 Rozhodčí: Alpaidze, Berezkina (RUS) |

| 14. prosince 2016 16:15 | Španělsko | 24–29   | Nizozemsko | Scandinavium, Göteborg Počet diváků: 1,896 Rozhodčí: Horváth, Márton (HUN) |
| 14. prosince 2016 16:15 | Martín 6  | (13–15) | Polman 10  | Scandinavium, Göteborg Počet diváků: 1,896 Rozhodčí: Horváth, Márton (HUN) |
| 14. prosince 2016 16:15 | 4× 3×     | Report  | 4× 2×      | Scandinavium, Göteborg Počet diváků: 1,896 Rozhodčí: Horváth, Márton (HUN) |

| 14. prosince 2016 18:30 | Švédsko       | 22–28  | Německo | Scandinavium, Göteborg Počet diváků: 5,031 Rozhodčí: Brunovský, Čanda (SVK) |
| 14. prosince 2016 18:30 | Hagman, Alm 4 | (9–12) | Bölk 5  | Scandinavium, Göteborg Počet diváků: 5,031 Rozhodčí: Brunovský, Čanda (SVK) |
| 14. prosince 2016 18:30 | 3× 1×         | Report | 2×      | Scandinavium, Göteborg Počet diváků: 5,031 Rozhodčí: Brunovský, Čanda (SVK) |

| 14. prosince 2016 20:45 | Srbsko        | 21–28   | Francie             | Scandinavium, Göteborg Počet diváků: 2,243 Rozhodčí: Christiansen, Hansen (DEN) |
| 14. prosince 2016 20:45 | Stoiljković 6 | (12–15) | Ayglon, Nze Minko 6 | Scandinavium, Göteborg Počet diváků: 2,243 Rozhodčí: Christiansen, Hansen (DEN) |
| 14. prosince 2016 20:45 | 3×            | Report  | 3× 2×               | Scandinavium, Göteborg Počet diváků: 2,243 Rozhodčí: Christiansen, Hansen (DEN) |

### Skupina 2
|    |          | Z | V | R | P | VB  | OB  | +/- | B  |
| -- | -------- | - | - | - | - | --- | --- | --- | -- |
| 1. | Norsko   | 5 | 5 | 0 | 0 | 127 | 109 | +18 | 10 |
| 2. | Dánsko   | 5 | 3 | 1 | 1 | 123 | 113 | +10 | 7  |
| 3. | Rumunsko | 5 | 3 | 0 | 2 | 119 | 110 | +9  | 6  |
| 4. | Rusko    | 5 | 1 | 2 | 2 | 116 | 121 | -5  | 4  |
| 5. | Česko    | 5 | 1 | 0 | 4 | 132 | 146 | -14 | 2  |
| 6. | Maďarsko | 5 | 0 | 1 | 4 | 111 | 129 | -18 | 1  |

| 11. prosince 2016 16:15 | Česko     | 24–26   | Rusko | Helsingborg Arena, Helsingborg Počet diváků: 1,021 Rozhodčí: Brehmer, Skowronek (POL) |
| 11. prosince 2016 16:15 | Růčková 5 | (12–14) | Sen 4 | Helsingborg Arena, Helsingborg Počet diváků: 1,021 Rozhodčí: Brehmer, Skowronek (POL) |
| 11. prosince 2016 16:15 | 2×        | Report  | 1× 3× | Helsingborg Arena, Helsingborg Počet diváků: 1,021 Rozhodčí: Brehmer, Skowronek (POL) |

| 11. prosince 2016 18:30 | Maďarsko       | 21–29  | Rumunsko | Helsingborg Arena, Helsingborg Počet diváků: 2,236 Rozhodčí: Brunovský, Čanda (SVK) |
| 11. prosince 2016 18:30 | four players 3 | (9–15) | Neagu 10 | Helsingborg Arena, Helsingborg Počet diváků: 2,236 Rozhodčí: Brunovský, Čanda (SVK) |
| 11. prosince 2016 18:30 | 3×             | Report | 3×       | Helsingborg Arena, Helsingborg Počet diváků: 2,236 Rozhodčí: Brunovský, Čanda (SVK) |

| 11. prosince 2016 20:45 | Dánsko          | 20–22  | Norsko | Helsingborg Arena, Helsingborg Počet diváků: 2,553 Rozhodčí: Marín, García (ESP) |
| 11. prosince 2016 20:45 | three players 4 | (9–14) | Mørk 5 | Helsingborg Arena, Helsingborg Počet diváků: 2,553 Rozhodčí: Marín, García (ESP) |
| 11. prosince 2016 20:45 | 3× 2×           | Report | 3× 2×  | Helsingborg Arena, Helsingborg Počet diváků: 2,553 Rozhodčí: Marín, García (ESP) |

| 13. prosince 2016 16:15 | Česko      | 28–30   | Rumunsko | Helsingborg Arena, Helsingborg Počet diváků: 773 Rozhodčí: Kijauskaite, Žaliene (LTU) |
| 13. prosince 2016 16:15 | Luzumová 7 | (14–17) | Neagu 10 | Helsingborg Arena, Helsingborg Počet diváků: 773 Rozhodčí: Kijauskaite, Žaliene (LTU) |
| 13. prosince 2016 16:15 | 5× 4×      | Report  | 4× 3×    | Helsingborg Arena, Helsingborg Počet diváků: 773 Rozhodčí: Kijauskaite, Žaliene (LTU) |

| 13. prosince 2016 18:30 | Maďarsko             | 23–24  | Norsko | Helsingborg Arena, Helsingborg Počet diváků: 1,402 Rozhodčí: Jurinović, Mrvica (CRO) |
| 13. prosince 2016 18:30 | Görbiczová, Kovács 5 | (9–11) | Mørk 6 | Helsingborg Arena, Helsingborg Počet diváků: 1,402 Rozhodčí: Jurinović, Mrvica (CRO) |
| 13. prosince 2016 18:30 | 3× 2×                | Report | 3×     | Helsingborg Arena, Helsingborg Počet diváků: 1,402 Rozhodčí: Jurinović, Mrvica (CRO) |

| 13. prosince 2016 20:45 | Dánsko      | 26–26   | Rusko      | Helsingborg Arena, Helsingborg Počet diváků: 1,672 Rozhodčí: Antić, Jakovljević (SRB) |
| 13. prosince 2016 20:45 | Jørgensen 7 | (13–11) | Sudakova 6 | Helsingborg Arena, Helsingborg Počet diváků: 1,672 Rozhodčí: Antić, Jakovljević (SRB) |
| 13. prosince 2016 20:45 | 4× 3×       | Report  | 4×         | Helsingborg Arena, Helsingborg Počet diváků: 1,672 Rozhodčí: Antić, Jakovljević (SRB) |

| 14. prosince 2016 16:15 | Maďarsko | 26–26   | Rusko       | Helsingborg Arena, Helsingborg Počet diváků: 732 Rozhodčí: Kurtagic, Wetterwik (SWE) |
| 14. prosince 2016 16:15 | Kovács 6 | (14–13) | Dmitrieva 7 | Helsingborg Arena, Helsingborg Počet diváků: 732 Rozhodčí: Kurtagic, Wetterwik (SWE) |
| 14. prosince 2016 16:15 | 4× 3×    | Report  | 5× 2× 1×    | Helsingborg Arena, Helsingborg Počet diváků: 732 Rozhodčí: Kurtagic, Wetterwik (SWE) |

| 14. prosince 2016 18:30 | Dánsko   | 21–17   | Rumunsko   | Helsingborg Arena, Helsingborg Počet diváků: 1,582 Rozhodčí: Marín, García (ESP) |
| 14. prosince 2016 18:30 | Hansen 9 | (12–10) | Buceschi 4 | Helsingborg Arena, Helsingborg Počet diváků: 1,582 Rozhodčí: Marín, García (ESP) |
| 14. prosince 2016 18:30 | 7× 3× 1× | Report  | 3×         | Helsingborg Arena, Helsingborg Počet diváků: 1,582 Rozhodčí: Marín, García (ESP) |

| 14. prosince 2016 20:45 | Česko     | 24–35   | Norsko | Helsingborg Arena, Helsingborg Počet diváků: 853 Rozhodčí: Brehmer, Skowronek (POL) |
| 14. prosince 2016 20:45 | Hrbková 7 | (17–18) | Mørk 6 | Helsingborg Arena, Helsingborg Počet diváků: 853 Rozhodčí: Brehmer, Skowronek (POL) |
| 14. prosince 2016 20:45 | 1× 2×     | Report  | 1× 3×  | Helsingborg Arena, Helsingborg Počet diváků: 853 Rozhodčí: Brehmer, Skowronek (POL) |

## Play off

### Pavouk
|  | Semifinále                | Semifinále                |    |                           | Finále                    | Finále |  |
|  |                           |                           |    |                           |                           |        |  |
|  | 16. ledna 2016 - Göteborg |                           |    |                           |                           |        |  |
|  | Nizozemsko                | 26                        |    |                           |                           |        |  |
|  | Dánsko                    | 22                        |    |                           |                           |        |  |
|  |                           |                           |    |                           |                           |        |  |
|  |                           |                           |    |                           | 18. ledna 2016 - Göteborg |        |  |
|  |                           |                           |    |                           | Nizozemsko                | 29     |  |
|  |                           | Norsko                    | 30 |                           |                           |        |  |
|  |                           |                           |    |                           |                           |        |  |
|  |                           |                           |    |                           |                           |        |  |
|  |                           |                           |    |                           | O třetí místo             |        |  |
|  | 16. ledna 2016 - Göteborg | 16. ledna 2016 - Göteborg |    | 18. ledna 2016 - Göteborg | 18. ledna 2016 - Göteborg |        |  |
|  | Francie                   | 16                        |    | Dánsko                    | 22                        |        |  |
|  | Norsko                    | 20                        |    |                           | Francie                   | 25     |  |

### Semifinále
| 16. prosince 2016 18:15 | Nizozemsko | 26–22   | Dánsko      | Scandinavium, Göteborg Počet diváků: 9,853 Rozhodčí: Brunovský, Čanda (SVK) |
| 16. prosince 2016 18:15 | Polman 7   | (13–13) | Jørgensen 6 | Scandinavium, Göteborg Počet diváků: 9,853 Rozhodčí: Brunovský, Čanda (SVK) |
| 16. prosince 2016 18:15 | 2×         | Report  | 3×          | Scandinavium, Göteborg Počet diváků: 9,853 Rozhodčí: Brunovský, Čanda (SVK) |

| 16. prosince 2016 20:45 | Francie     | 16–20  | Norsko | Scandinavium, Göteborg Počet diváků: 9,908 Rozhodčí: Jurinović, Mrvica (CRO) |
| 16. prosince 2016 20:45 | Lacrabère 6 | (9–11) | Mørk 7 | Scandinavium, Göteborg Počet diváků: 9,908 Rozhodčí: Jurinović, Mrvica (CRO) |
| 16. prosince 2016 20:45 | 1× 2×       | Report | 4× 3×  | Scandinavium, Göteborg Počet diváků: 9,908 Rozhodčí: Jurinović, Mrvica (CRO) |

### Zápas o 5. místo
| 16. prosince 2016 15:45 | Německo | 22–23   | Rumunsko | Scandinavium, Göteborg Počet diváků: 2,210 Rozhodčí: Arntsen, Røen (NOR) |
| 16. prosince 2016 15:45 | Huber 5 | (11–11) | Zamfir 6 | Scandinavium, Göteborg Počet diváků: 2,210 Rozhodčí: Arntsen, Røen (NOR) |
| 16. prosince 2016 15:45 | 2× 3×   | Report  | 2×       | Scandinavium, Göteborg Počet diváků: 2,210 Rozhodčí: Arntsen, Røen (NOR) |

### Zápas o 3. místo
| 18. prosince 2016 15:30 | Dánsko      | 22–25  | Francie     | Scandinavium, Göteborg Počet diváků: 8,391 Rozhodčí: Florescu, Stoia (ROU) |
| 18. prosince 2016 15:30 | Jørgensen 6 | (9–14) | Nze Minko 5 | Scandinavium, Göteborg Počet diváků: 8,391 Rozhodčí: Florescu, Stoia (ROU) |
| 18. prosince 2016 15:30 | 4× 2× 1×    | Report | 3× 2×       | Scandinavium, Göteborg Počet diváků: 8,391 Rozhodčí: Florescu, Stoia (ROU) |

### Finále
| 18. prosince 2016 18:00 | Nizozemsko | 29–30   | Norsko  | Scandinavium, Göteborg Počet diváků: 11,037 Rozhodčí: Alpaidze, Berezkina (RUS) |
| 18. prosince 2016 18:00 | Snelder 6  | (15–15) | Mørk 12 | Scandinavium, Göteborg Počet diváků: 11,037 Rozhodčí: Alpaidze, Berezkina (RUS) |
| 18. prosince 2016 18:00 | 2× 3×      | Report  | 2×      | Scandinavium, Göteborg Počet diváků: 11,037 Rozhodčí: Alpaidze, Berezkina (RUS) |

## Konečné pořadí
| Rank             | Družstvo   |
| ---------------- | ---------- |
| Zlatá medaile    | Norsko     |
| Stříbrná medaile | Nizozemsko |
| Bronzová medaile | Francie    |
| 4                | Dánsko     |
| 5                | Rumunsko   |
| 6                | Německo    |
| 7                | Rusko      |
| 8                | Švédsko    |
| 9                | Srbsko     |
| 10               | Česko      |
| 11               | Španělsko  |
| 12               | Maďarsko   |
| 13               | Černá Hora |
| 14               | Slovinsko  |
| 15               | Polsko     |
| 16               | Chorvatsko |